# Грэм, Дейниол
Дейниол Уильям Томас Грэм (англ. Deiniol William Thomas Graham; род. 4 октября 1969) — валлийский футболист и футбольный тренер.

## Биография

### Игровая карьера
В октябре 1985 года он подписал контракт с «Манчестер Юнайтед» в качестве игрока резервной команды. Летом 1986 года Дейниол бросил школу, окончательно сосредоточившись на футбольной карьере. Год спустя он стал профессионалом и дебютировал в первой команде МЮ в сезоне 1987/88. Грэм считался частью перовой группы т.н. «птенцов Ферги», то есть молодых игроков, которых привёл в основной состав Алекс Фергюсон.
Сыграл один матч за молодёжную сборную Уэльса.
Грэм забил свой первый и единственный гол за   «Юнайтед» 11 января 1989 года в переигровке третьего раунда Кубка Англии  с «Куинз Парк Рейнджерс». Однако чуть больше месяца спустя он сломал руку в матче молодежной команды против и был исключён из игры на восемь месяцев, что сильно ограничило его развитие карьеры. Он только  раз после этого выступил в первой команде, прежде чем 5 августа 1991 года   подписал контракт с «Барнсли» за 50 000 фунтов стерлингов.
Там   он сыграл около 40 матчей и забил всего два гола за все три года контракта. В 1992 году он был отдан в аренду «Престон  Норт Энд», где сыграл 11 матчей и забил один гол в Кубке Англии. В 1993 году последовала аренда в «Карлайл Юнайтед», и в конце сезона 1993/94 Грэм получил статус свободного агента от «Барнсли».
Затем он выступал за «Стокпорт Каунти» и  «Сканторп Юнайтед» годом позднее,  после чего завершал карьеру в клубах низших лиг.

### Карьера тренера
По окончании игровой карьеры Грэм перешёл на тренерскую работу. Он был назначен главным трeнеpoм «Лландидно», где до этого трудился на различных должностях,  но на время покинул клуб, прежде чем вернуться в него в октябре 2011 года и возглавить основную команду, сменив Алана Бикерстаффа. Он покинул команду в ноябре следующего года. Его место занял Алан Морган.